# Jeux parapanaméricains
Les Jeux parapanaméricains sont une compétition multisports, organisée tous les quatre ans, dans laquelle se réunissent des sportifs handicapés des pays des Amériques pour des épreuves handisports.
La première édition s'est déroulée en 1999 à Mexico. Depuis 2007, les Jeux se déroulent immédiatement après les Jeux panaméricains, dans la même ville.

## Éditions
| Édition | Ville organisatrice | Pays      |
| ------- | ------------------- | --------- |
| 1999    | Mexico              | Mexique   |
| 2003    | Mar del Plata       | Argentine |
| 2007    | Rio de Janeiro      | Brésil    |
| 2011    | Guadalajara         | Mexique   |
| 2015    | Toronto             | Canada    |
| 2019    | Lima                | Pérou     |
| 2023    | Santiago            | Chili     |
| 2027    | Barranquilla        | Colombie  |